# Perchède
Perchède é uma comuna francesa na região administrativa de Occitânia, no departamento de Gers. Estende-se por uma área de 5,25 km². Em 2010 a comuna tinha 122 habitantes (densidade: 23,2 hab./km²).